# 天然ガス鉱業会
天然ガス鉱業会（てんねんガスこうぎょうかい、英: JAPAN NATURAL GAS ASSOCIATION.）は、日本における天然ガス鉱業を営む企業により組織された業界団体。1957年10月31日に任意団体として設立され、天然ガス鉱業の経営や技術に関する調査研究、知識の啓発、統計・資料の収集や作成などを行う。

## 概要
- 会長 - 藤井政志
- 会員

- 伊勢化学工業
- AGC
- 関東天然瓦斯開発
- 合同資源
- 国際石油開発帝石

- ENEOS Xplora
- 石油資源開発
- 東邦アーステック
- 日宝化学
- 日本海洋掘削

- 日本海洋石油資源開発
- 日本天然ガス
- 北陸ガス
- 三井化学
- 三菱ガス化学

- 会友 - 天然ガス採掘地の地方公共団体や一般ガス事業者、エンジニアリング業など61団体。